# Dawid Grigorjewitsch Gerschfeld
Dawid Grigorjewitsch Gerschfeld (russisch Дави́д Григо́рьевич Ге́ршфельд, auch David Gerschfeld transkribiert; * 15. Augustjul. / 28. August 1911greg. in Bobrynez im Gouvernement Cherson, Kaiserreich Russland; † 26. Januar 2005 in Bradenton, Florida) war ein ukrainisch-moldawischer Komponist und Hochschullehrer.

## Leben
Dawid Gerschfeld, Sohn des jüdischen Geigers und Komponisten Grigori Isaakowitsch Gerschfeld und seiner Frau Jelena Jakowlewna Fischman, verbrachte seine Jugendjahre an verschiedenen Orten der Ukraine. Er nahm professionellen Unterricht für Klavier und Musiktheorie in Winniza und spielte Kornett, Es-Klarinette, Baritonhorn und Piccoloflöte im Orchester der örtlichen Zuckerfabrik unter der Leitung seines Vaters. Nach Beendigung der siebenjährigen Schulzeit arbeitete er als Schlosser und spielte verschiedene Blasinstrumente im Orchester der Kotowski-Kavalleriedivision in Berditschew und anderen Militär-Orchestern. Darauf studierte er an der Berditschewer RabFak-Filiale des Kiewer Chemisch-Technologischen Instituts.
1930 trat Gerschfeld in Odessa in das Ludwig van Beethoven-Musik- und Theater-Institut ein in die Klasse für Fagott und Waldhorn und studierte Komposition und Musiktheorie in der Klasse von N. N. Wilinski. Nach Studienabschluss wurde er 1934 zur Theaterarbeit in die Moldawische ASSR geschickt, wo er zunächst in Balta und dann in Tiraspol den Musik-Bereich des Tiraspoler Ukrainischen Theaters leitete. Schnell zeigte er sein überdurchschnittliches Organisationstalent und gründete in wenigen Jahren in Tiraspol das Moldawische Nationale Musik-Dramatische Theater, das Haus zur künstlerischen Ausbildung der Kinder (später Pionier- und Schülerpalast), das Kinder-Symphonieorchester und 1937 die erste Kinder-Musikschule der Republik, die er bis 1940 leitete.
1937 wurde Gerschfeld Leiter der mit seiner Hilfe neu gegründeten Moldauer Abteilung der Ukrainischen Komponistenunion, die 1940 die Moldawische Komponistenunion wurde. Zusammen mit dem Schriftsteller Leonid Corneanu sammelte er moldawische Volksmusik am linken Dnister-Ufer (Transnistrien), so dass sie 1939 eine Anthologie moldawischer Volkslieder mit ihren Melodien herausgaben. Ebenso veröffentlichte Gerschfeld Beispiele der moldawischen Volksmusik, hauptsächlich traditionelle Tanzmelodien.
1940 gründete und leitete Gerschfeld das Moldawische Staatliche Konservatorium in Kischinau. Jedoch fanden alle Neugründungen ein schnelles Ende zu Beginn des Deutsch-Sowjetischen Krieges mit der Besetzung der Republik. 1942 stellte Gerschfeld das Gesangs- und Tanzensemble Doina auf mit Orchester unter Leitung von Schiko Aranow und Solisten und Tanzgruppen unter der künstlerischen Leitung von Gerschfeld, das an allen Fronten und evakuierten Krankenhäusern Konzerte gab. Dafür wurde Gerschfeld als erster Verdienter Künstler Moldawiens ausgezeichnet.
Nach seiner Rückkehr nach Kischinau 1944 gründete Gerschfeld die Moldawische Komponistenunion neu und auch das Kischinauer Konservatorium (mit Opernstudio), das er wieder leitete. Er übernahm die künstlerische Leitung der Moldawischen Staatlichen Philharmonie und wurde Geschäftsführer der moldawischen Chormusikgesellschaft. Er gründete 1945 die Kischinauer Musikfachschule, deren Direktor er wurde (später nach Stefan Neaga benannt), und dazu die auf Musik spezialisierte zehnjährige Eugen-Coca-Schule. 1947 wurde er zu Beginn der Kampagne des „Kampfes gegen die wurzellosen Kosmopoliten“ nach einer vernichtenden Kritik in der Zeitung Sowjetisches Moldawien aller Ämter enthoben. Jedoch blieb er als Komponist aktiv.
1955 gründete Gerschfeld in Kischinau das Moldawische Staatliche Opern- und Ballett-Theater, dessen Direktor er wurde und für das er die erste moldawische Oper Grosowan komponiert hatte (Libretto von W. Russu über den Heiducken Grigori Grosowan). 1956 wurde die erste Saison mit Gerschfelds Oper eröffnet. 1956 wurde Gerschfeld wieder in seine Ämter eingesetzt und wurde künstlerischer Leiter des moldawischen Rundfunks. 1959 wurde Gerschfelds Oper Aurelia aufgeführt. 1964 musste er infolge einer sich steigernden antisemitischen Kampagne wieder seine Ämter aufgeben.
1966 ließ sich Gerschfeld in Sotschi nieder und leitete die dortige Philharmonie. 1992 wanderte er in die USA aus und lebte in Bradenton, Florida, am Golf von Mexiko.
Gerschfelds Werk war der moldawischen Folklore gewidmet. Er schuf die drei Opern Grosowan (1965), Aurelia (1959) und Sergei Laso (1980), das Ballett Radda (1974) nach Maxim Gorkis Erzählung Marka Tschudra aus dem frühen Bessarabien-Zyklus, die Operette Der Poet und der Roboter, die musikalische Komödie Im Weingartental, drei Kantaten (Die Partei und Lenin nach Gedichten von W. W. Majakowski und Jubiläumskantate), ein Violinkonzert, drei moldawische Tanzsuiten, viele Lieder und Romanzen nach Gedichten moldawischer Dichter und Sergei Jessenins, Bearbeitungen moldawischer Volkslieder und -tänze, Begleitmusiken zu Theateraufführungen (Platon Kretschet von Oleksandr Kornijtschuk, Der Diener zweier Herren von Carlo Goldoni, Stefan Byrke von Lew Barski, Die Aristokraten von Nikolai Pogodin, Ein weiter Weg von Alexander Afinogenow), das Lied Festliches Sotschi, ein Sacharow-Oratorium nach Worten des moldawischen Schriftstellers Michail Chasin und eine Filmmusik für den Film Nicht an seinem Ort des Moldowa-Film-Studios (Drehbuchautor Ion Druze). In den USA schrieb er einen Romanzenzyklus nach Worten von Mihai Eminescu.
Zu Gerschfelds Schülern zählen der Bariton Boris Raissow und die Sopranistinnen Maria Bieschu, Walintina Sawizkaja und Tamara Tscheban.